# Frances Yip

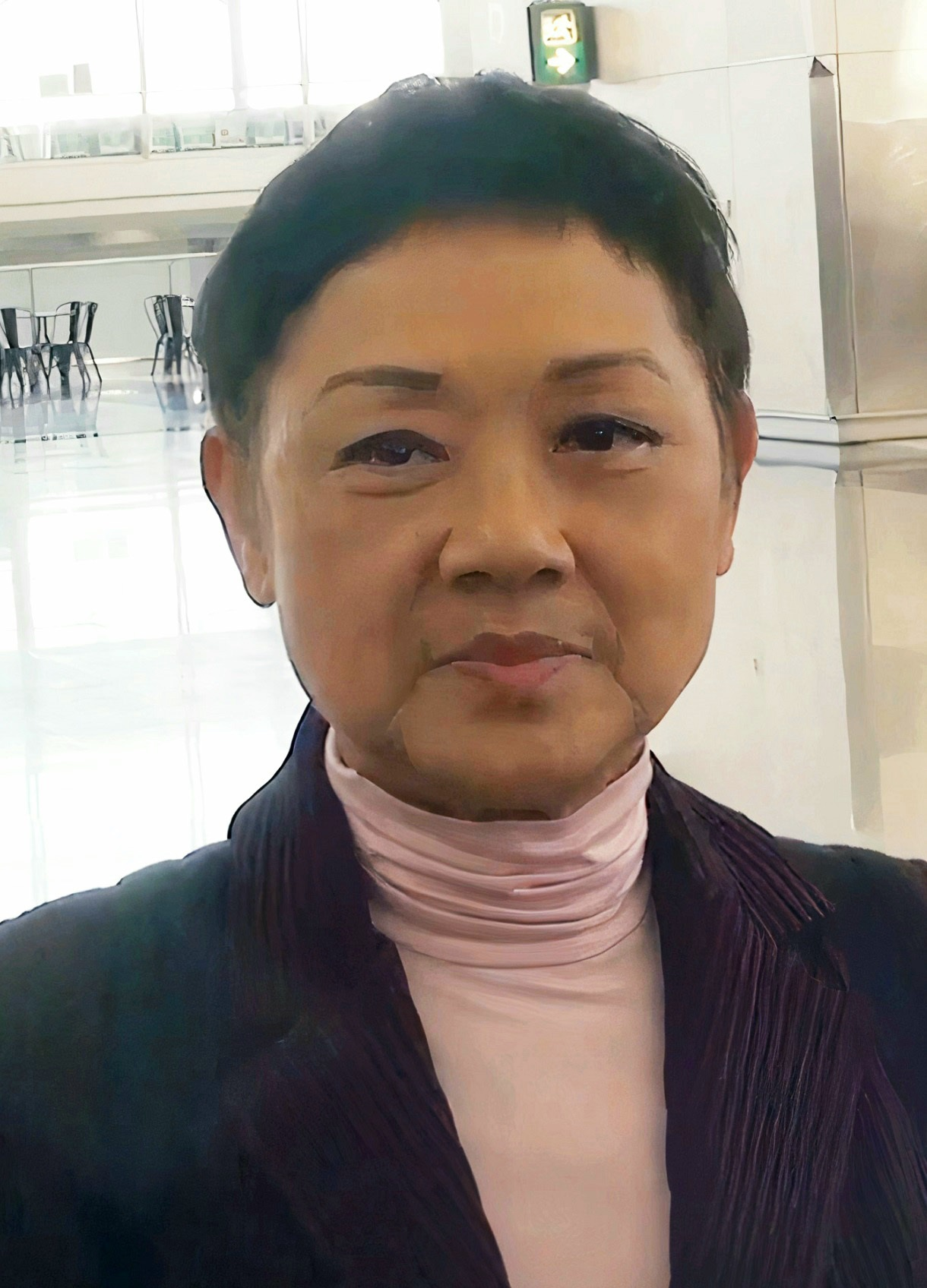
Frances Yip, 2020

Frances Yip (chinesisch 葉麗儀 / 叶丽仪, Pinyin Yè Lìyí, Jyutping Jip6 Lai6ji4; * 22. Oktober 1947 in Hongkong) ist eine Sängerin kantonesischer Popmusik aus Hongkong.

## Leben
Francis Yip gehört zur Volksgruppe der Hakka. Sie ist Katholikin und besuchte die St. Clare’s Girls’ School in Hongkong. 1974 erhielt sie in London einen Plattenvertrag der EMI. Sie sang auf ihren frühen Alben meist Coverversionen von Stücken anderer Künstler wie Adam Cheng, Roman Tam and Jenny Tseng.
Internationale Bekanntheit erlangte sie als Sängerin der Eröffnungsmelodie der Television Broadcasts Limited (TVB)-Serie – The Bund (上海灘 / 上海滩,  Shànghǎitān, Jyutping Soeng6hoi2taan1, kantonesisch Sheung Hoi Tan – „Shanghai Strand“) mit Chow Yun-Fat aus 1980. Die Eröffnungsmelodie The Bund, komponiert von Joseph Koo, Text von Wong Jim, wurde in der Folge zu ihrer eigenen Erkennungsmelodie.
In ihrer mehr als vierzigjährigen Karriere gab Yip auf weltumspannenden Tourneen unzählige Konzerte. Sie veröffentlichte mehr als 80 Alben, sie singt auf Kantonesisch, Hochchinesisch, Englisch, Indonesisch, Japanisch, Malaiisch, Tagalog und in anderen Sprachen. Yip spricht Kantonesisch, Hakka, fließend Hochchinesisch und Englisch.
Am 30. Juni 1997 fungierte sie bei der Fernsehübertragung der Übergabezeremonie der vormaligen Kronkolonie Hongkong an China als Ko-Moderatorin.
1996 wurde bei Yip eine Brustkrebserkrankung festgestellt, die sie aber überwinden konnte. Francis Yip lebt mit ihrem Mann auf der Halbinsel Kowloon in der Sonderverwaltungszone Hongkong und in einem Vorort von Sydney. Sie ist Mutter eines erwachsenen Sohnes.